# Psammocyclopina georgei
Psammocyclopina georgei is een eenoogkreeftjessoort uit de familie van de Psammocyclopinidae. De wetenschappelijke naam van de soort is voor het eerst geldig gepubliceerd in 2001 door Martínez Arbizu.